# Marusa no onna
A Taxing Woman (en japonés マルサの女, Marusa no onna) es una película japonesa de 1987, escrita y dirigida por Juzo Itami. Ganó varios premios, entre ellos seis de la Academia del Cine de Japón.
Este filme cuenta con una secuela, A Taxing Woman 2, estrenada en 1988.

## Argumento
La película tiene como protagonista a la inspectora de hacienda Ryoko Itakura, interpretada por Nobuko Miyamoto, que tiene que hacer uso de las más curiosas estrategias para luchar contra los evasores de impuestos. La principal misión de la inspectora Itakura consistirá en atrapar al especulador Hideki Gondo (Tsutomu Yamazaki), todo un artista del fraude. La situación se complicará para la inspectora a medida que ésta vaya conociendo más a Gondo e intensificando su relación con él.

## Reparto
| Actor              | Personaje                              |
| ------------------ | -------------------------------------- |
| Nobuko Miyamoto    | Ryōko Itakura                          |
| Tsutomu Yamazaki   | Hideki Gondō                           |
| Masahiko Tsugawa   | Hanamura                               |
| Yasuo Daichi       | Ijūin                                  |
| Kinzoh Sakura      | Kaneko                                 |
| Hajime Asō         | Himeda                                 |
| Kiriko Shimizu     | Kazue Kenmochi                         |
| Kazuyo Matsui      | Kumi Torikai                           |
| Hideo Murota       | Jūkichi Ishii                          |
| Machiko Watanabe   | Enfermera                              |
| Shōtarō Takeuchi   | Rihei Hakamada                         |
| Hideji Otaki       | Tsuyuguchi                             |
| Moeko Ezawa        | Amante de Gondō                        |
| Mitsuhiko Kiyohisa | Chofer de Gondō                        |
| Akira Shioji       | Realtor                                |
| Yoshihiro Kato     | Yamada                                 |
| Mariko Okada       | Mitsuko Sugiura                        |
| Shinsuke Ashida    | Ninagawa                               |
| Kōichi Ueda        | Confidente de Ninagawa                 |
| Yūsuke Nagumo      | Secuaz de Ninagawa                     |
| Shirō Itō          | Dueño de centro de juego               |
| Eitaro Ozawa       | Contador de impuestos                  |
| Keiju Kobayashi    | Jefe                                   |
| Tokuko Sugiyama    | Esposa de dueño de tienda de abarrotes |